# رونالداس روتكوسكاس
رونالداس روتكوسكاس مواليد 3 مارس 1992 في كاوناس، هو لاعب كرة سلة ليتواني. بدأ مسيرته الاحترافية في سنة 2009. يحمل الرقم 13. لعب مع نادي أورينسي لكرة السلة ونادي إراكليس سالونيك لكرة السلة.

## روابط خارجية
- رونالداس روتكوسكاس على موقع كرة السلة الأوروبية.كوم (الإنجليزية)
- رونالداس روتكوسكاس على موقع ريلجم (الإنجليزية)